# Valentin Bazon
Valentin Bazon (ur. 13 stycznia 1963 w Bukareszcie) – rumuński judoka. Olimpijczyk z Barcelony 1992, gdzie zajął 21. miejsce w wadze ciężkiej.
Startował w Pucharze Świata w 1992. Mistrz Rumunii w 1989 i 1993 roku.

## Letnie Igrzyska Olimpijskie 1992
| Konkurencja | Eliminacje          | Klas. końcowa |
| Konkurencja | Przeciwnik I        | Miejsce       |
| ----------- | ------------------- | ------------- |
| +95 kg      | Kim Geon-su (KOR) P | 21.           |